# 食蟹狐
食蟹狐，又名食蟹胡狼，是一類中等身型的犬科動物，分布於南美洲中部。牠們是現存食蟹狐屬下唯一種，另一種是更新世已滅絕的C. avius。
食蟹狐为濒危野生动植物种国际贸易公约附录II所列的保护动物。

## 分佈及棲息地
食蟹狐分佈自哥倫比亞及委內瑞拉南部至巴拉圭、烏拉圭及阿根廷北部。牠們棲息在大草原及人造林，如亞熱帶森林及熱帶大草原。牠們也會在河岸森林等地方生活。在雨季，牠們會走到山上，待旱季時就會回到低地。除了雨林、高山及遼闊開放的草原外，牠們的棲息地覆蓋多種環境。在一些地區，牠們受威脅到滅絕的地步。

## 分類及演化
食蟹狐、C. avius及其他食蟹狐屬物種在南美洲大陸進行了演化輻射。所有食蟹狐的親屬都已滅絕，只餘下牠們一員。有指牠們的最近親是小耳犬，但卻沒有證據支持這種說法。小耳犬屬及藪犬屬以往是食蟹狐屬下的亞屬，而食蟹狐屬最新近被分類在南美胡狼屬內。

## 外觀
食蟹狐的毛短而且厚，毛色由灰褐色、黃色至深灰色。牠們的後腳及背部有黑色斑紋。其吻、耳朵及腳掌呈較為紅色。尾巴、腳及耳尖都是黑色的。身體較窄，腳短而強壯。尾巴的毛很密，在興奮時會豎立。耳朵闊而且圓。牠們共有42顆牙齒，是雜食性的，吃肉至菜蔬。

## 行為
食蟹狐是一夫一妻制的，通常是一對生活，或是在繁殖季節以小群生活。牠們每一隻約佔4平方公里，或是0.6-0.9平方公里。在旱季，牠們會佔有領地，但在雨季充滿食物時，牠們很少會理會領地。牠們會將巢穴築在草叢中，且有多個入口。牠們不單會挖隧道，也會侵占其他動物的巢穴。牠們會視乎不同獵物而採用不同狩獵方法。

## 繁殖
食蟹狐不會在特定的時間繁殖，但每年會有兩次。繁殖很多時會在11月或12月及7月開始。妊娠期為56日，到了1月或2月就會產子。每胎約有3-6隻幼狐。幼狐沒有牙齒及看不見。約14天就會打開眼睛，到了30天後就可以吃固體食物。約90日後就會斷奶。幼狐初出生時毛色是深灰色，腹部較淺色。成年雄狐及雌狐都會照顧幼狐。約20-35日後，幼狐的毛色會變得像成年一樣。9個月大就到達了性成熟，且會開始以尿液來劃分領地。

## 食性
食蟹狐是機會主義者，且是雜食性的。牠們吃龜、果實、蛋、甲殼類、昆蟲、蜥蜴、蟹及腐屍。不同季節及地理也會影響牠們食物的組合。在雨季，牠們會吃較多蟹及甲殼類；在旱季，牠們則會多吃昆蟲。牠們對控制齧齒目及有害昆蟲甚有幫助。

## 威脅
食蟹狐的肉質並不可口，且沒有證據顯示牠們會襲擊家畜，但經常被獵殺。牠們很易被馴養，當地人也有飼養。不過這並沒有減少對牠們的威脅。牠們因棲息地的消失及野狗的威脅而瀕危。

## 保育狀況
《瀕危野生動植物種國際貿易公約》將食蟹狐列為附錄二物種。世界自然保護聯盟將牠們列為無危。

## 外部連結
- Detailed Cerdocyon thous PDF article at the Canid Specialist Group (CSG) site (2004).
- Animal Diversity Web: Cerdocyon thous-Information （页面存档备份，存于）
- Leão, Tigre & Cia. - Raposa Caranguejeira - Cerdocyon thous
- Lioncrusher's Domain - Crab Eating fox (Cerdocyon thous) facts and pictures